# Nelson Venegas
Nelson Esteban Venegas Salazar (Los Andes, 27 de abril de 1974) es un abogado y político militante del Partido Socialista (PS). Desde marzo de 2022 se desempeña como diputado por el Distrito N°6 de la Región de Valparaíso.
Entre 2008 y 2020 se desempeñó como alcalde de la comuna de Calle Larga.

## Biografía
Es hijo de Nelson Venegas Salgado y Alicia Salazar Machuca. Es padre de tres hijos.
Cursó su enseñanza media en el Liceo A - N° 10, de la ciudad de Los Andes. Luego, estudió la carrera de Derecho en la Universidad Central de Chile, donde se licenció en Ciencias Jurídicas y Sociales.
Fue presidente de la Juventud Socialista de la Región de Valparaíso e integró su Comité Central. Luego fue presidente comunal, integrante del Comité Central del Partido, miembro de la Comisión Política y el 2019 candidato a la presidencia regional.
En 2004 fue candidato a alcalde por Calle Larga, donde no resultó electo. Se presentó nuevamente en 2008, lograron ser elegido. Fue reelecto para su cargo en 2012 y 2016. Fue presidente de la Asociación de Municipalidades de Aconcagua y promotor de la creación de la Región de Aconcagua.
Renunció a la alcaldía en noviembre de 2020 para presentar su candidatura a diputado por el Distrito N°6, que abarca las comunas de Cabildo, Calle Larga, Catemu, Hijuelas, La Calera, La Cruz, La Ligua, Limache, Llay Llay, Los Andes, Nogales, Olmué, Panquehue, Papudo, Petorca, Puchuncaví, Putaendo, Quillota, Quilpué, Quintero, Rinconada, San Esteban, San Felipe, Santa María, Villa Alemana y Zapallar. Se presentó dentro de la lista Nuevo Pacto Social, siendo electo con 25.452 votos, correspondientes al 7,16% del total de los sufragios válidamente emitidos. Asumió el cargo el 11 de marzo de 2022.

## Historial electoral

### Elecciones municipales de 2004
- Elecciones municipales de 2004, para la alcaldía de la comuna de Calle Larga[1]

### Elecciones municipales de 2008
- Elecciones municipales de 2008, para la alcaldía de la comuna de Calle Larga[2]

### Elecciones municipales de 2012
- Elecciones municipales de 2012, para la alcaldía de la comuna de Calle Larga[3]

### Elecciones municipales de 2016
- Elecciones municipales de 2016, para la alcaldía de la comuna de Calle Larga[4]

### Elecciones parlamentarias de 2021
- Elecciones parlamentarias de 2021, candidato a diputado por el Distrito N°6 (Cabildo, Calle Larga, Catemu, Hijuelas, La Calera, La Cruz, La Ligua, Limache, Llay Llay, Los Andes, Nogales, Olmué, Panquehue, Papudo, Petorca, Puchuncaví, Putaendo, Quillota, Quilpué, Quintero, Rinconada, San Esteban, San Felipe, Santa María, Villa Alemana y Zapallar).[5]